# Píramo y Tisbe

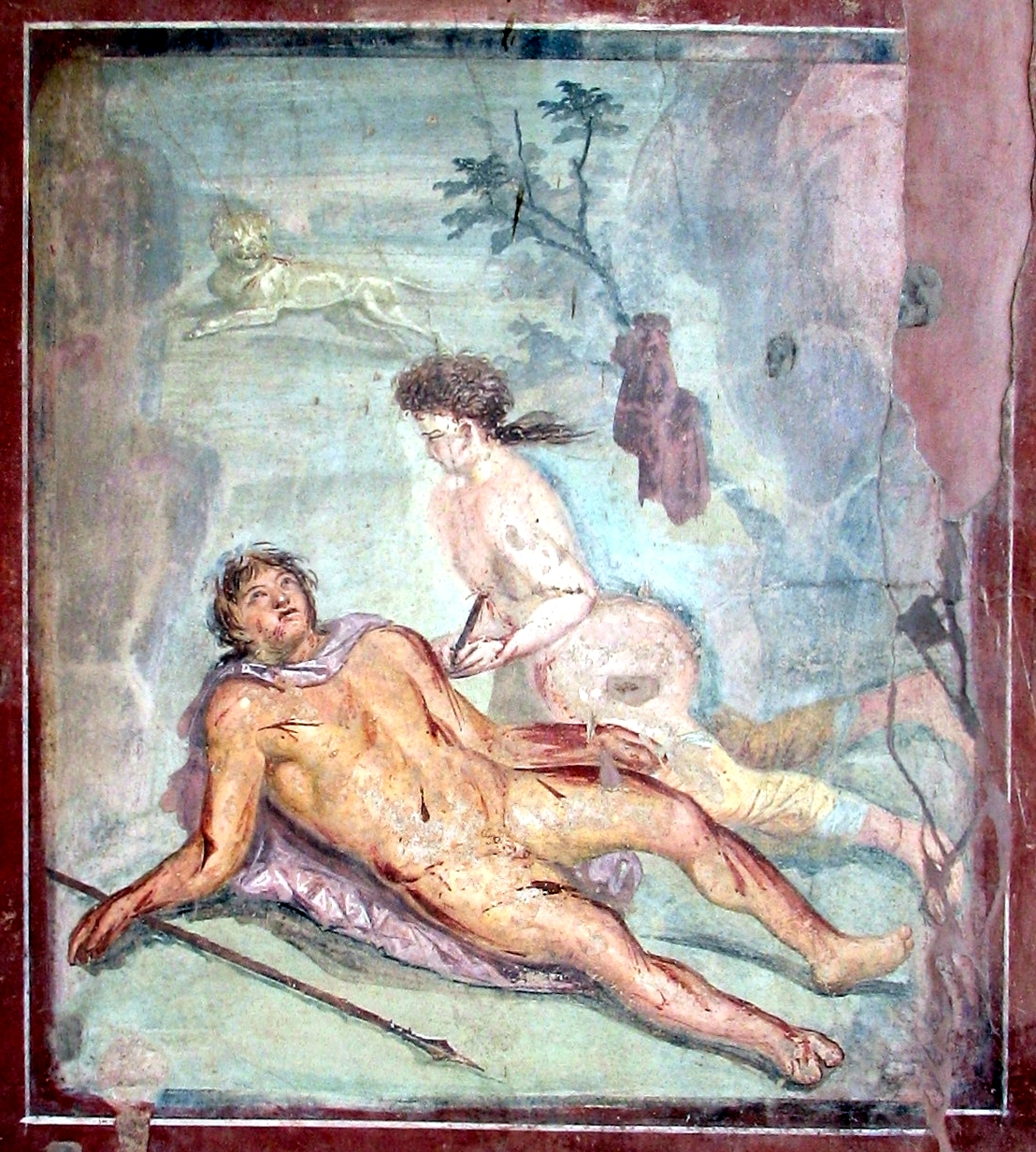
Píramo y Tisbe representados en un fresco de la Casa de Octavio Cuartión (Pompeya). S. I d. C.

Píramo y Tisbe (en griego: Πύραμος καὶ Θίσβη; Pýramos kaì Thísbê) son dos amantes legendarios de la mitología griega y romana. 
Su historia, de inspiración oriental, se encuentra entre el mito y la literatura. En realidad, este relato sentimental es mentado por primera vez por Higino (Fábulas, 242 y 243), quien sólo habla de su suicidio. Es Ovidio (en Las metamorfosis, IV) quien narra su leyenda.

## Leyenda
Píramo y Tisbe eran dos jóvenes babilonios que vivieron durante el reinado de Semíramis. Habitaban en viviendas vecinas y se amaban a pesar de la prohibición de sus padres. Se comunicaban con miradas y signos hasta descubrir una grieta en el muro que separaba las casas. Así pudieron hablarse, enamorarse y desearse cada vez más intensamente, hasta que un día acordaron que, a la noche siguiente, cuando todo quedara en silencio, huirían sin ser vistos y se encontrarían junto al monumento de Nino, al amparo de un moral de moras blancas que allí había, al lado de una fuente. Tisbe llegó primero, pero una leona que regresaba de una cacería a beber de la fuente la atemorizó y Tisbe huyó al verla, buscando refugio en el hueco de una roca. En su huida, dejó caer el velo. La leona jugueteó con el velo, manchándolo de sangre. Al llegar, Píramo descubrió las huellas y el velo y, creyendo que la leona había matado a su amada, sacó su puñal y se mató clavándoselo en el vientre. Su sangre tiñó de púrpura los frutos del árbol. Tisbe salió cuidadosamente de su escondite y al llegar al lugar vio que las moras habían cambiado de color y dudó de si era o no el sitio convenido, pero entonces vio a su amado con el puñal clavado y cubierto de sangre. Le abrazó, sacó el puñal y se suicidó a su vez, clavándoselo ella misma. Los dioses, apenados por la tragedia, hicieron que los padres de los amantes permitiesen incinerarlos y guardar sus cenizas en la misma urna, y desde aquel día los frutos de la morera quedaron teñidos de púrpura.

## Adaptaciones
- Otros autores de la Antigüedad tardía (Nono o la novela cristiana de Recognitiones) cuentan una versión sensiblemente diferente de la de Ovidio. Sitúan la escena en Cilicia, muestran que Tisbe se suicida la primera al descubrir que está embarazada (por miedo a sus padres), y luego le sigue Píramo; los dos amantes se metamorfosean entonces: Píramo, en río; y Tisbe, en fuente. De hecho, un río llamado Píramo corre por Cilicia, lo que se corresponde con una tradición más antigua que la dada por Ovidio.
- Geoffrey Chaucer fue de los primeros autores que contó la historia en inglés, en su The Legend of Good Women.
- La trama de "Píramo y Tisbe" aparece dos veces en Shakespeare. La trama de Romeo y Julieta (1595) se tomó bien del relato latino de Ovidio en Las metamorfosis, bien de la traducción de esa obra realizada por Golding en 1567. Y también aparece en la comedia El sueño de una noche de verano (Acto V, escena 1), interpretada por un grupo de rústicos.

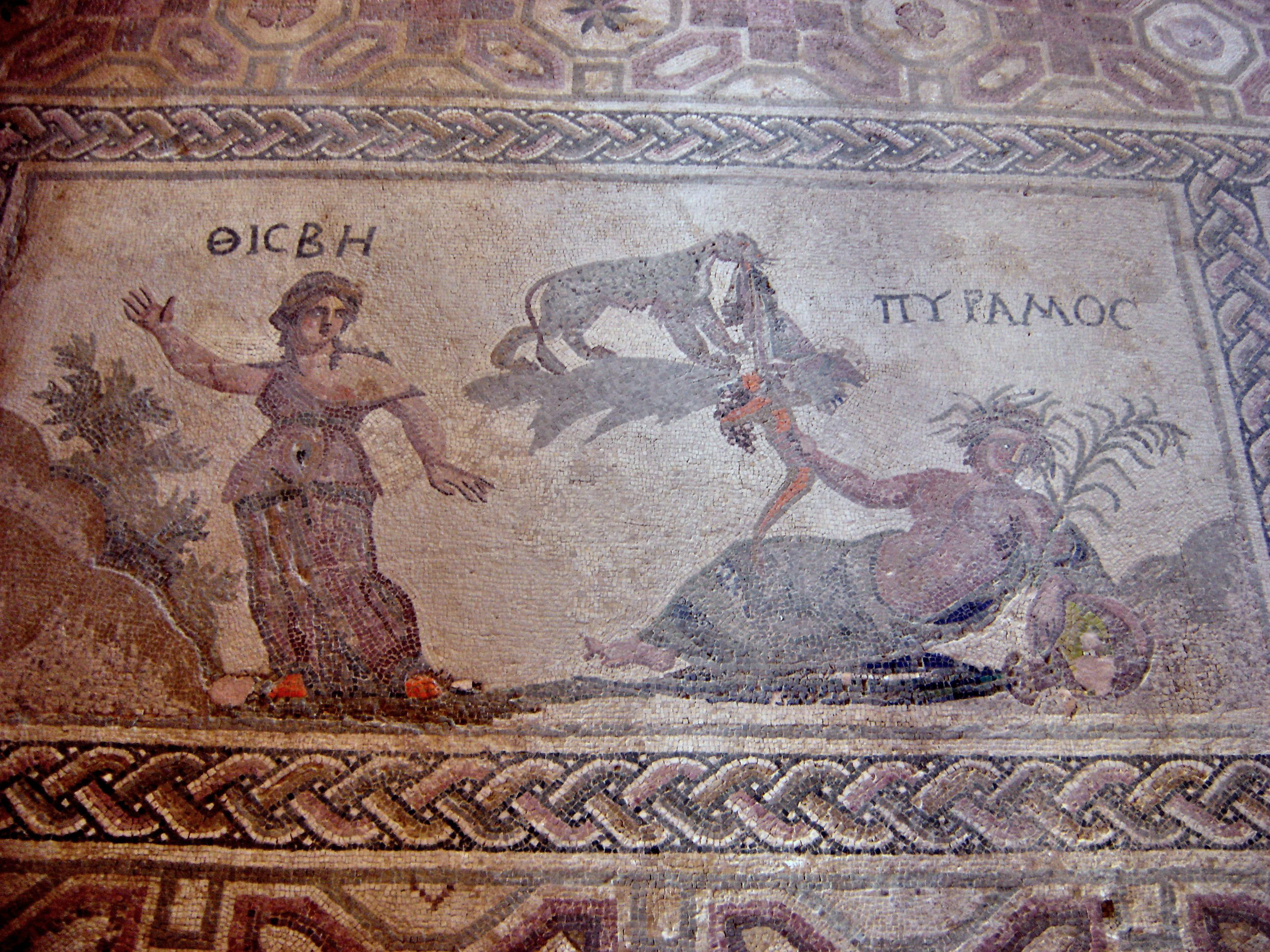
Tisbe y Píramo representados en un mosaico de la Casa de Dionisio, en Pafos (Chipre). Finales del s. III - principios del s. IV d. C.

- Luis de Góngora y Argote escribió un largo romance de la Fábula de Píramo y Tisbe (1618).
- Théophile de Viau escribió una tragedia sobre el tema, Les Amours tragiques de Pyrame et Thisbé (1621), muy apreciada en su tiempo.
- Edmond Rostand adaptó el cuento de Romeo y Julieta, haciendo que los padres de los amantes conspiraran para unir a sus hijos con la pretensión de prohibir su amor en Les Romanesques.
- Cristóbal de Salazar Mardones es autor de una Ilustración y defensa de la fábula de Píramo y Tisbe (Madrid, 1636).
- Gregorio Silvestre escribió un poema mitológico de raigambre ovidiana titulado Fábula de Píramo y Tisbe.
- Historia de Píramo y Tisbe, obra poética de Cristóbal de Castillejo.
- Antón de Marirreguera, escritor asturiano del siglo XVII, también trató el tema.
- Andreas Gryphius (1616-1664) basó su comedia Absurda Comica, oder Herr Peter Squentz (1663) en el episodio cómico de Píramo y Tisbe de El sueño de una noche de verano.
- Pyrame et Thisbé, tragedia lírica de François Francœur y François Rebel (1701-1775);
- Piramo e Tisbe de Johann Adolph Hasse, representada en 1768;
- Pyrame et Thisbé, óleo de Nicolas Poussin.
- La obra de Rostand, traducida al inglés como The Fantastics, fue la base del musical The Fantasticks.
- El musical West Side Story, basado en Romeo y Julieta, y The Fantasticks, por lo tanto, tienen el mismo origen.
- En El Conde de Montecristo" Alexandre Dumas' (1802-1870] hace alusión a esta tragedia comparándola con el amor de dos jóvenes (Maximiliano Morrel y Valentina de Villefort) que solo pueden hablarse a través de una grieta en un muro de madera.
- El sueño de una noche de verano, ópera de Benjamin Britten basada en El sueño de una noche de verano de Shakespeare, incluye en su acto tercero una representación de la tragedia.
- La famosa banda británica The Beatles hizo una adaptación en la que Paul McCartney era Píramo, John Lennon era Tisbe, George Harrison era la Luna y Ringo Starr era el león. Esta adaptación se puede ver en internet.
  - Copia.
- El poeta español Pedro Soto de Rojas (1584-1658) alude a la leyenda en su soneto Tisbe.
- En el episodio número 13 de la vigésimo tercera temporada de Los Simpsons "The Daughter also Rises", Lisa se enamora de un chico llamado Nick. Se conocen hablando a través de una fisura en una pared y culmina con ambos bajo un cerezo. Incluye también un pequeño resumen del abuelo Simpson del verdadero mito. Todo el episodio es una referencia a Píramo y Tisbe.
- En la segunda parte de Don Quijote de la Mancha, la historia de Basilio y Quiteria está inspirada en el mito de Píramo y Tisbe, al que se alude en el soneto de un capítulo anterior.